# 三菱重工業名古屋航空宇宙システム製作所史料室
三菱重工業名古屋航空宇宙システム製作所史料室（みつびしじゅうこうぎょうなごやこうくううちゅうシステムせいさくしょしりょうしつ）は、愛知県西春日井郡豊山町にあった三菱重工業の企業博物館である。

## 概要
1990年（平成2年）に三菱重工業名古屋航空宇宙システム製作所小牧南工場内に開設された史料室で、1991年（平成3年）から一般公開されている。
1920年（大正9年）から続く航空機技術の変遷や航空機の歴史を紹介展示する施設で航空機に関する資料や零式艦上戦闘機五二型や秋水の復元機を展示しているほか、屋外にはF-86、F-104、T-2、HSS-2の実機なども展示している。
しかし、施設の老朽化や展示物および所蔵物の整理・点検などをする必要が生じたため、2017年（平成29年）5月末をもって閉館、2020年（令和2年）2月より名古屋市港区の三菱重工大江工場内に所在する旧事務館（通称：時計台）に移転、「大江時計台航空史料室」として再オープン。
県が名古屋飛行場内に整備する航空展示施設あいち航空ミュージアムでは、施設跡を含む地域全体をフィールドミュージアムとして連携して活用する計画である。

## 利用案内
- 開館時間：9:00 - 15:00
- 休館日：火・水・金・土・日曜および工場休日
- 入場料：無料
- 要予約

## 所在地
- 愛知県西春日井郡豊山町豊場1（名古屋航空宇宙システム製作所小牧南工場内）

## 交通アクセス
- 名鉄バス「県営名古屋空港」バス停より徒歩で約15分。
- 東名高速道路・名神高速道路 小牧ICから約10分。